# Équipe d'Angleterre des moins de 16 ans de football
L'équipe d'Angleterre de football des moins de 16 ans est constituée par une sélection des meilleurs joueurs anglais de moins de 16 ans sous l'égide de la Fédération anglaise de football. L'équipe d'Angleterre des moins de 16 ans est une équipe nourricière de l'équipe d'Angleterre des moins de 17 ans de football.

## Palmarès
- Troisième place en 1984

## Joueurs et personnalités de l'équipe

### Anciens joueurs
- Marcus Rashford
- Luke Shaw